# إغناسيو ماريا غونزاليز
إغناسيو ماريا غونزاليز (بالإسبانية: Nacho González) (مواليد 14 مايو 1982 في مونتيفيديو - الأوروغواي) لاعب كرة قدم أوروغواياني يلعب حاليا لصالح نادي الدرجة الأولى فالنسيا الإسباني منذ 2008 في مركز الوسط المهاجم .

## روابط خارجية
- إغناسيو ماريا غونزاليز على موقع الاتحاد الدولي (مؤرشف)  (الإنجليزية)
- إغناسيو ماريا غونزاليز على موقع رابطة كرة القدم الفرنسية للمحترفين (الإنجليزية)
- إغناسيو ماريا غونزاليز على موقع قاعدة بيانات كرة القدم.إي يو (الإنجليزية)
- إغناسيو ماريا غونزاليز على موقع ليكيب (الفرنسية)
- إغناسيو ماريا غونزاليز على موقع ناشيونال فوتبول تيمز (الإنجليزية)
- إغناسيو ماريا غونزاليز على موقع Soccerbase.com (لاعب) (الإنجليزية)
- إغناسيو ماريا غونزاليز على موقع Soccerway.com (الإنجليزية)
- إغناسيو ماريا غونزاليز على موقع عالم كرة القدم.نت (الإنجليزية)
- إغناسيو ماريا غونزاليز على موقع AS.com (الإسبانية)